# Bygdemuseet Ornö sockenstuga

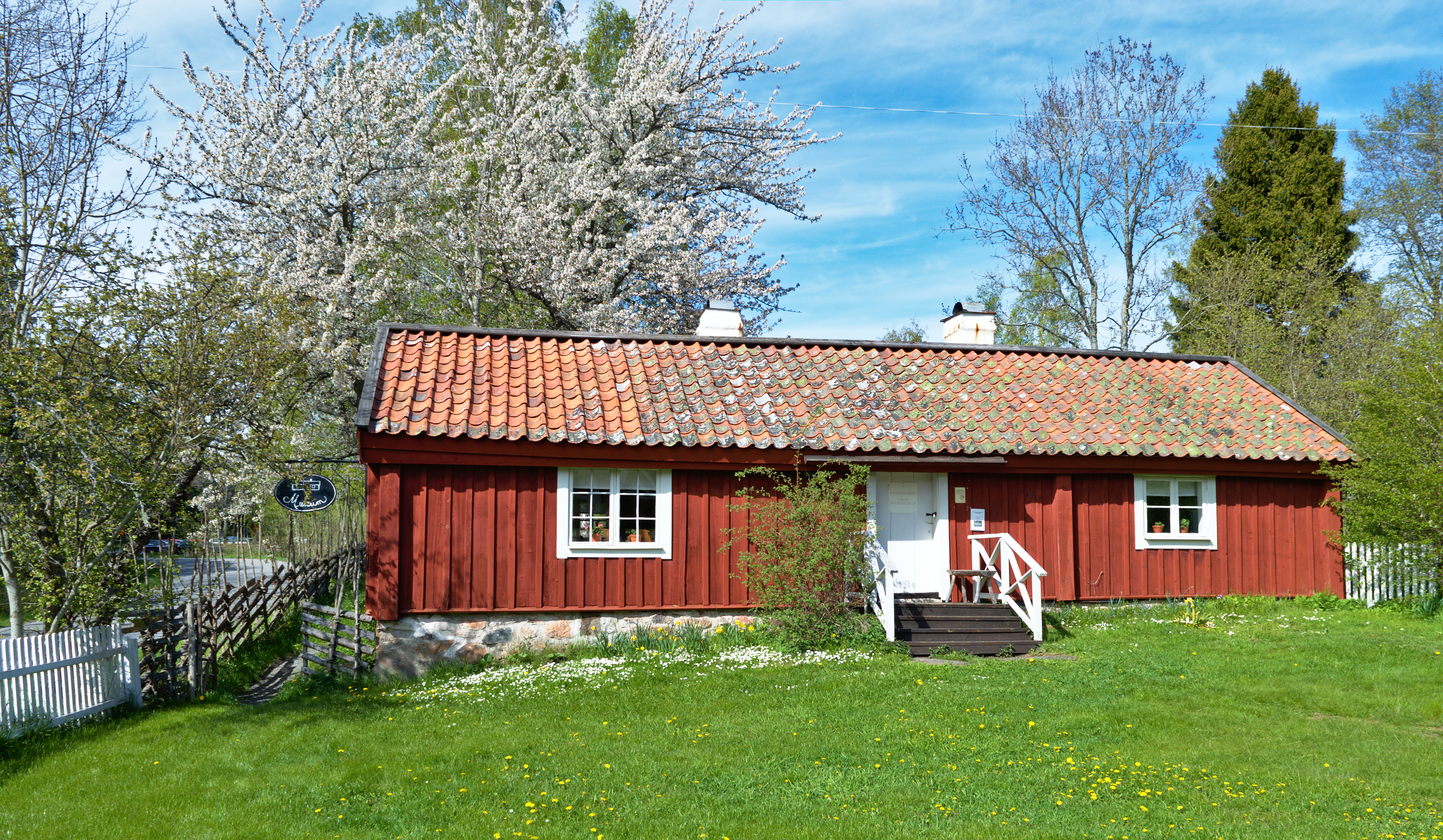
Huvudbyggnaden.

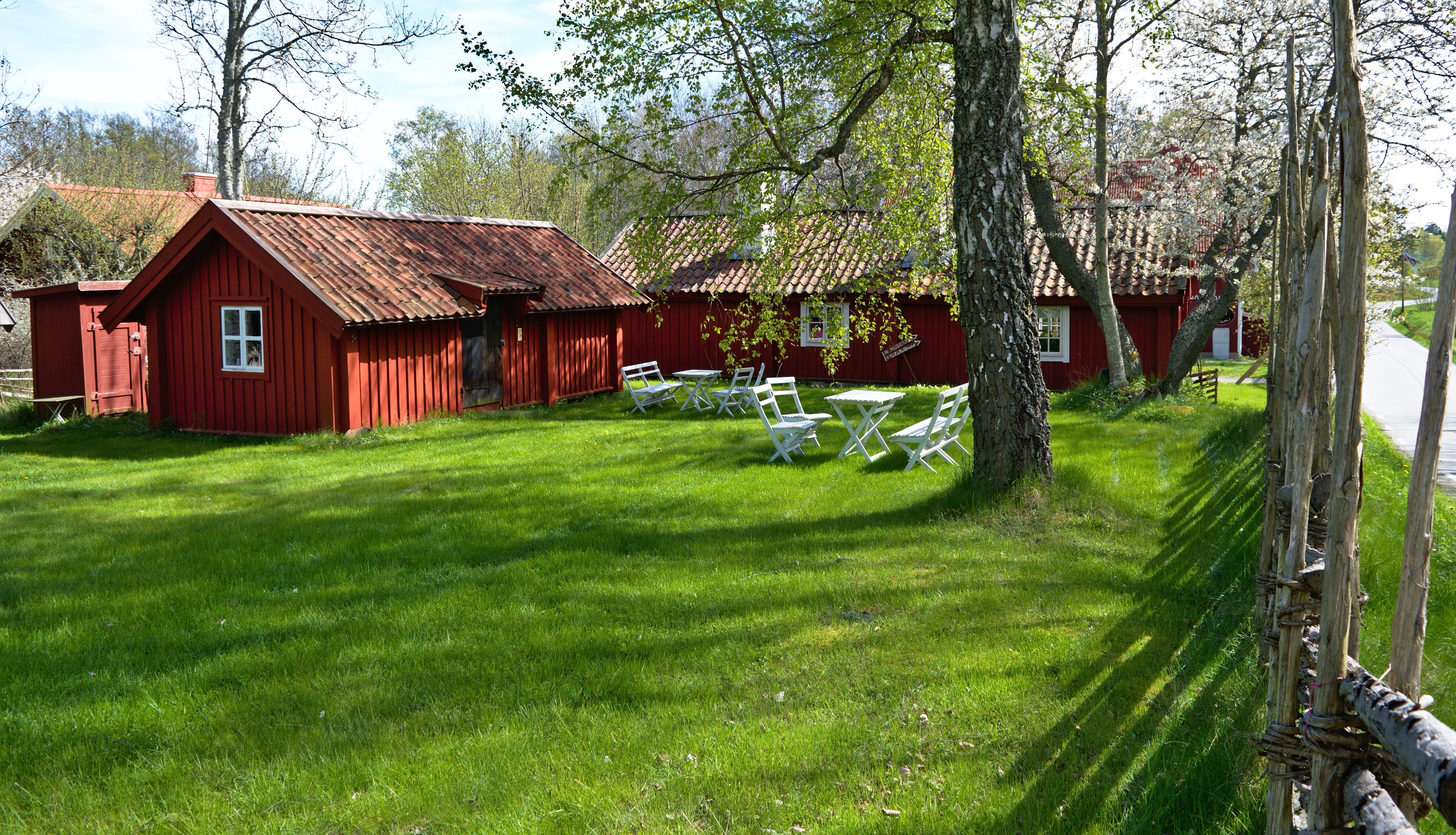
Baksidan av huvudbyggnaden med den mindre stugan.

Bygdemuseet Ornö sockenstuga är ett svenskt hembygdsmuseum på Ornö i Haninge kommun.

## Byggnaden
Ornö sockenstuga är en parstuga från omkring 1740. Den har över åren använts för mycket olika ändamål, som Ornö Krogh 1781-omkring 1800, från 1845 som folkskola och lärarbostad samt omkring 1880-1950 som fattigstuga.
Sockenstugan har varit museum några år från 1953 och i en andra omgång från 1987. Museet drivs av Föreningen Bygdemuseet Ornö Sockenstuga.

## Verksamhet
Museet visar varierande utställningar. Under sommaren 2013 visades en utställning om livet på Huvudskär under slutet av 1800-talet och början av 1900-talet. Under sommaren 2024 visaas dels en liten utställning i Sockenstugans farstu om Konstnärsliv på Ornö under tidigt 1900-tal och dels en större utställning i Landboden om Skogen på Ornö.
Museet håller öppet sommartid tisdag - söndag kl 12 - 16.